# EOS.IO
EOS.IO ou somente EOS é uma blockchain que funciona como um contrato inteligente para implantação de aplicativos descentralizados (dApps) e corporações autônomas descentralizadas. Ele foi introduzido para resolver os problemas de escalabilidade, altas taxas de transação e outros problemas relatados em outras criptomoedas.
A EOS é atualmente a quinta maior criptomoeda, atingindo o valor de mercado de 9.4 bilhões de dólarees, segundo o CoinMarketCap.

## Histórico
A ideia da EOS.IO foi divulgada em 2017 e até o seu lançamento em junho de 2018, arrecadou mais de 4 bilhões de dólares através de ICOs, um recorde para este tipo de arrecadação de fundos. Os participantes do ICO usaram a criptomoeda Ether na compra de tokens da EOS.
Em Outubro de 2018 foi atingida a marca histórica de 51.000 usuários diários de aplicativos descentralizados (dApps) na rede EOS, um novo recorde.

## Block.one
A startup Block.one é responsável desenvolvimento do software da EOS.IO, que é o primeiro projeto da empresa. Seu CTO, Dan Larimer, participou do desenvolvimento da plataforma de serviços financeiros baseada em blockchain chamada BitShares, e da plataforma de publicação alimentada por criptomoeda chamada Steemit. Em ambas, foi implementado o protocolo de consenso chamado de Prova de Participação Delegada, criado por Larimer, que também é implementado no EOS.

## Protocolo de consenso
O protocolo de consenso utilizado pela EOS.IO é chamado de Prova de participação delegada (DPOS, da sigla em inglês Delegated Proof of Stake). Em vez de mineradores, EOS.IO depende de um grupo de 21 “produtores de blocos” escolhidos por titulares de carteiras através de um processo de votação.
Neste sistema, uma moeda é equivalente a um voto para selecionar um certo número de representantes, chamados de produtores de blocos. Apenas produtores de blocos escolhidos por voto serão autorizados a produzir blocos e serão recompensados pela rede. O poder de voto neste caso é equivalente ao número de moedas que os eleitores possuem.
Na Prova de Participação Delegada, a seleção de produtores de blocos é feita através de julgamento humano. Uma vez que a seleção pode ser puramente baseada na habilidade de produzir blocos, haverá outros fatores que os eleitores irão considerar ao julgar os votos. As batalhas de candidatos de produtores de blocos podem ser comparadas ao sistema de eleições dos Estados Unidos ou às batalhas feudais do reino da China.
No caso do EOS.IO, um dos candidatos a produtor de blocos - a equipe EOS New York, compartilhou sua estrutura de governo para criar valor para a comunidade. Eles também compartilharam seus planos para vários esforços a respeito dos pilares de Comunidade & Educação e Operações & Tecnologia para o próximo ano. Os produtores de bloco são incentivados a fornecer valores além de suas capacidades como fornecedores de infra estrutura.

## Processamento de transações
Em criptomoedas como o Bitcoin, os nós chamados de mineradores utilizam muito poder computacional para competir por chances de adicionar blocos de transações à cadeia e ganhar moedas digitais como recompensa.
Prova de trabalho é um dado custoso e lento de produzir mas fácil de verificar. O mecanismo de prova de trabalho do Bitcoin é tão custoso que consome quase a mesma quantidade de eletricidade de um páis como a Suíça em um ano. A estimativa atual do custo anual de consumo de eletricidade do Bitcoin é de 61,4TWh, que é também equivalente a 1,5% da eletricidade consumida nos Estados Unidos. Um dos objetivos do EOS é contornar essa situação.
O EOS dispensa os mineradores e permite que titulares de tokens elejam produtores de blocos, com o poder de voto correspondendo à quantidade de tokens que um indivíduo ou uma organização possui. Uma vez que os produtores de blocos geram e validam blocos em um período de 500 ms, a ideia é que o EOS seja capaz de processar milhares de transações por segundo, comparado a 15 no Ethereum - usando bem menos potência.

## Comparação com o Ethereum
O EOS tem o potencial de ser uma alternativa muito mais rápida e eficiente que o Ethereum. O Ethereum foi criado não apenas para ser uma criptomoeda, mas também uma plataforma executando programas de computador baseados em criptomoedas chamados de contratos inteligentes. Mas o Ethereum é lento para processar transações, porque cada nó na rede Ethereum deve manter um registro do saldo de cada conta e o estado de cada contrato. Os desenvolvedores do EOS dizem que ao delegar a responsabilidade do processamento de transações para apenas 21 produtores de blocos, que são eleitos pela comunidade de titulares de tokens, o sistema será capaz de alcançar milhares de transações por segundo.

## Críticas
A abordagem do EOS tem o potencial de aumentar a velocidade de processamento de transações, mas também tem recebido críticas. O criador do Ethereum, Vitalik Buterin, argumentou que o mecanismo de validação de transações do EOS torna o sistema vulnerável a compra de votos e a consolidação de poder sobre a rede.

## Ligações Externas
- Site oficial
- eos.io Wiki no GitHub – eos.io related Wiki